# Liste des spécialités régionales françaises de charcuterie

## Alsace

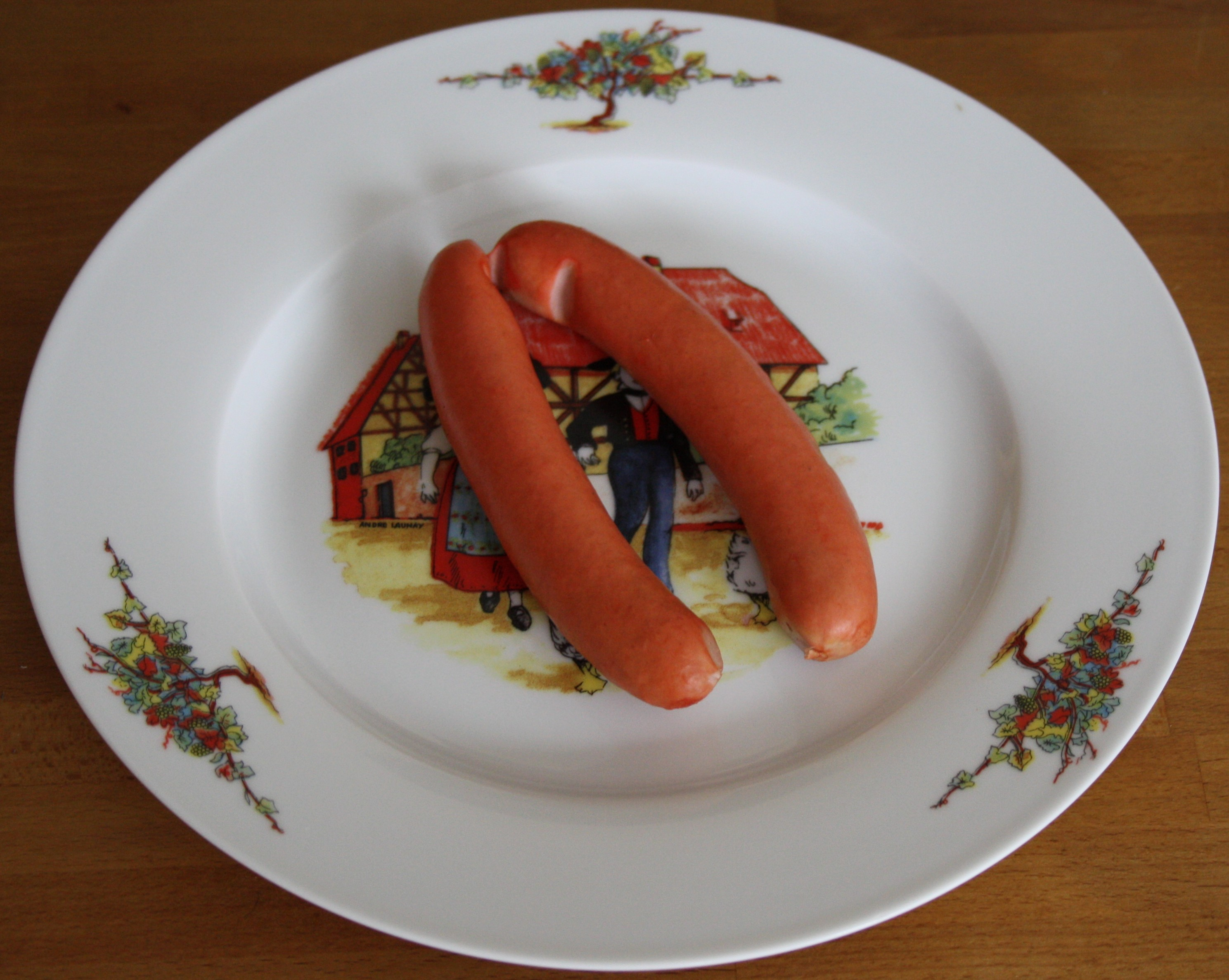
Une paire de knacks.

- Läwerwurst
- Mettwurst
- Gendarme

### Bas-Rhin
- Knack ou saucisse de Strasbourg

## Aquitaine

### Gironde
- Gratton du Médoc
- Grenier Médocain
- Tricandilles

### Landes
- Pâté landais
- Boudin des Landes
- Ventrèche
- Jambon de Chalosse
- Chichon landais

### Pyrénées-Atlantiques
- Jambon de Bayonne
- Jambon du Kintoa AOP
- Andouille Béarnaise à l'ancienne
- Boudin Noir Béarnais

## Auvergne
- Saucisson d'Auvergne
- Saucisse sèche d'Auvergne
- Saucisse fumée d’Auvergne
- Jambon d’Auvergne
- Rillette d'Auvergne
- Gratton d'Auvergne
- Saucisse d'herbes
- Poitrine roulée

### Haute-Loire
- Saucisse d'herbes ou de chou
- Poitrine roulée
- Sabardin ou sac bardin
- Grillatons ou rillons

### Puy-de-Dôme
- Saucisse de choux d'Arconsat
- Saucisson aux myrtilles

## Basse-Normandie

### Calvados
- Andouille de Vire

### Manche
- Chaudin (Boyau de porc grillé)

### Orne
- Andouillette d'Alençon
- Cervelas aiglon, spécialité de la ville de L'Aigle (61300). Il s'agit d'une sorte de saucisse fumée.

## Bourgogne

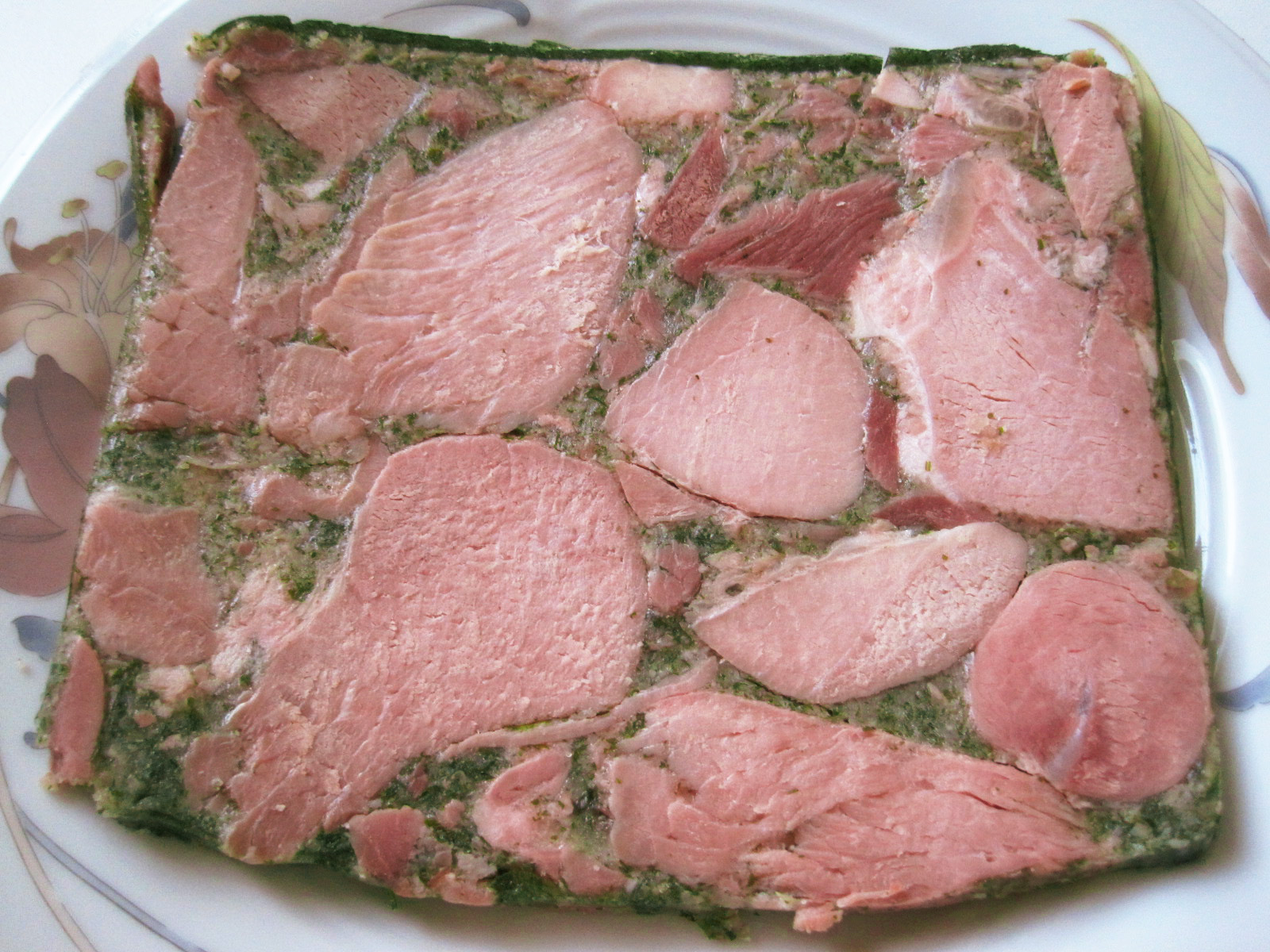
Jambon persillé.

- Jambon persillé

### Nièvre
- Andouillette de Clamecy

### Saône-et-Loire
- Rosette du Morvan
- Jambon du Morvan

### Yonne
- Andouillette de Chablis
- Jambon à la chablisienne

## Bretagne

### Côtes-d'Armor
- Josken (joue de porc entière bouillie puis rôtie, spécialité de l'ouest des Côtes-d'Armor)

### Finistère
- Andouille de Baye (Baye)

### Morbihan
- Andouille de Guémené (Guémené-sur-Scorff)

## Centre-Val de Loire

### Indre-et-Loire
- Rillons de Tours
- Rillettes de Tours
- Andouillette vouvrillonne

### Loiret
- Andouille de Jargeau

## Champagne-Ardenne

### Ardennes
- Boudin blanc de Rethel
- Jambon sec des Ardennes

### Aube
- Andouillette de Troyes

## Corse
- Coppa
- Pancetta
- Figatellu
- Lonzu
- Prisuttu
- Terrine de sanglier
- Terrine de figatellu
- Pâté de merle
- Pâté de grive

## France d'Outre-mer

### Guyane
- Boudin (noir et blanc)
- Queue de cochon

### Martinique
- Boudin noir antillais
- Boudin blanc antillais
- Queue de cochon

### La Réunion
- Andouillette créole
- Andouille créole ou « z'andouille »
- Boudin noir créole
- Graton
- Saucisse boucanée ou boucané

### Nouvelle-Calédonie
- Saucisson de cerf

## Franche-Comté

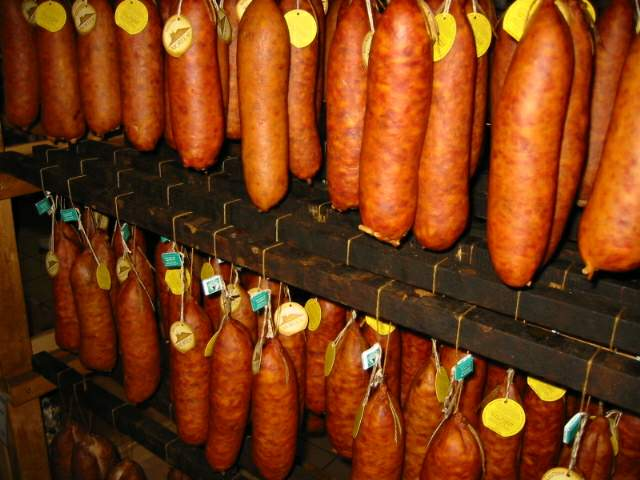
Saucisse de Morteau.

### Doubs
- Brési
- Jésus de Morteau
- Jésus de Morteau fumé
- Saucisse de Morteau
- Saucisse de Montbéliard

### Haute-Saône
- Gandeuillot
- Jambon de Luxeuil

### Jura
- Braisi fumé (bœuf)

## Île-de-France

### Paris
- Jambon de Paris à l'os

## Languedoc-Roussillon

### Aude
- Saucisse de foie (fraîche)
- Saucisse de foie (sèche)
- Foie de porc séché

## Lorraine
- Fuseau lorrain (saucisson)

### Moselle
- Lyonnerworscht (saucisse de viande), Bloutworscht (saucisse de sang)[1]
- Grùmbèrrewùrscht (saucisse de pomme de terre)
- Lèwwerwùrscht (saucisse de foie à tartiner)
- Schméérwùrscht (saucisse à tartiner)
- Gròòwùrscht ou hartwùrscht (saucisson sec, salami)
- Schwinnekääs (fromage de tête)
- Schlachtschìssel (plat de cochonnailles)[2]

### Vosges
- Andouille du Val-d'Ajol (nom de marque déposée)

## Midi-Pyrénées

### Ariège
- Saucisse de foie (sèche)

### Aveyron
- Charcuterie : boudin, saucisse, pâté, fricandeau, glacé
  - Triperie : tripou trenèl (principalement ventrèche et couenne de cochon emballées dans de la panse d'agneau, le tout mijoté), tripou, melsát
  - Salaisons : ventrèche, saucisse sèche (à un certain stade de séchage, elle doit être placée dans de l'huile), cambajóu (jambon cru).

### Gers
- Friton de canard
- Roulade d'andouille

### Haute-Garonne
- Saucisse de Toulouse

### Tarn
- Fresinat, ragoût de viande de porc, usuellement servi pour nourrir voisins et amis venus donner un coup de main lors du tue-cochon.
- Galabard, boudin à la viande
- Jambon de Lacaune
- Melsát, saucisse contenant de la rate de porc
- Fetge, « foie » en occitan, est un foie de porc salé et séché. Il est notamment utilisé dans la poêlée de fetge et de radis.
- Saucisse de couenne, mélange de chair à saucisse et de couenne hachée, embossé dans un boyau de porc. Elle se cuit dans la soupe, le cassoulet ou tout autre légume sec.
- Saucisson et saucisse de Lacaune

## Nord-Pas-de-Calais

### Nord
- Andouille de Cambrai
- Andouillette de Cambrai
- Potjevleesch
- Fromage de tête
- Petit salé lillois
- Langue de Valenciennes Lucullus
- Pâté de foie du Nord

### Pas-de-Calais
- Fromage de hure

## Pays de la Loire

### Maine-et-Loire
- Pâté de ragondin
- Rillaud

### Sarthe
- Rillette du Mans

### Vendée
- Grillons : poitrine de porc épicée confite dans le saindoux
- Jambon de Vendée
- Fressure : préparation à base de sang et couenne de porc

## Picardie

### Somme
- Pâté de canard d'Amiens

## Poitou-Charentes

### Charente
- Grillon : pâté généralement à base de porc mêlant morceaux d'une taille moyenne, d'abord grillés, et une base de texture plus fine, pouvant faire penser aux rillettes.
- Far ou farci charentais, également nommé « pâté d'herbes » ou pâté de Confolens : pâté à base de légumes verts et d'herbes, dégusté en entrée, froid ou légèrement poêlé[3],[4]. Présent dans tout le Poitou-Charentes, le farci charentais contient généralement des épinards et de l'oseille mais pas de chou, contrairement au farci poitevin.
- Pâté de Pâques : tourte contenant rillettes et œufs durs, présentée dans un moule rond. Le pâté de Pâques est très semblable à une spécialité du Berry, nommée également pâté de Pâques ou bien pâté Berrichon, et qui se présente dans une terrine de forme rectangulaire.

### Vienne
- Farci poitevin
- Pâté de Pâques

## Provence-Alpes-Côte d'Azur

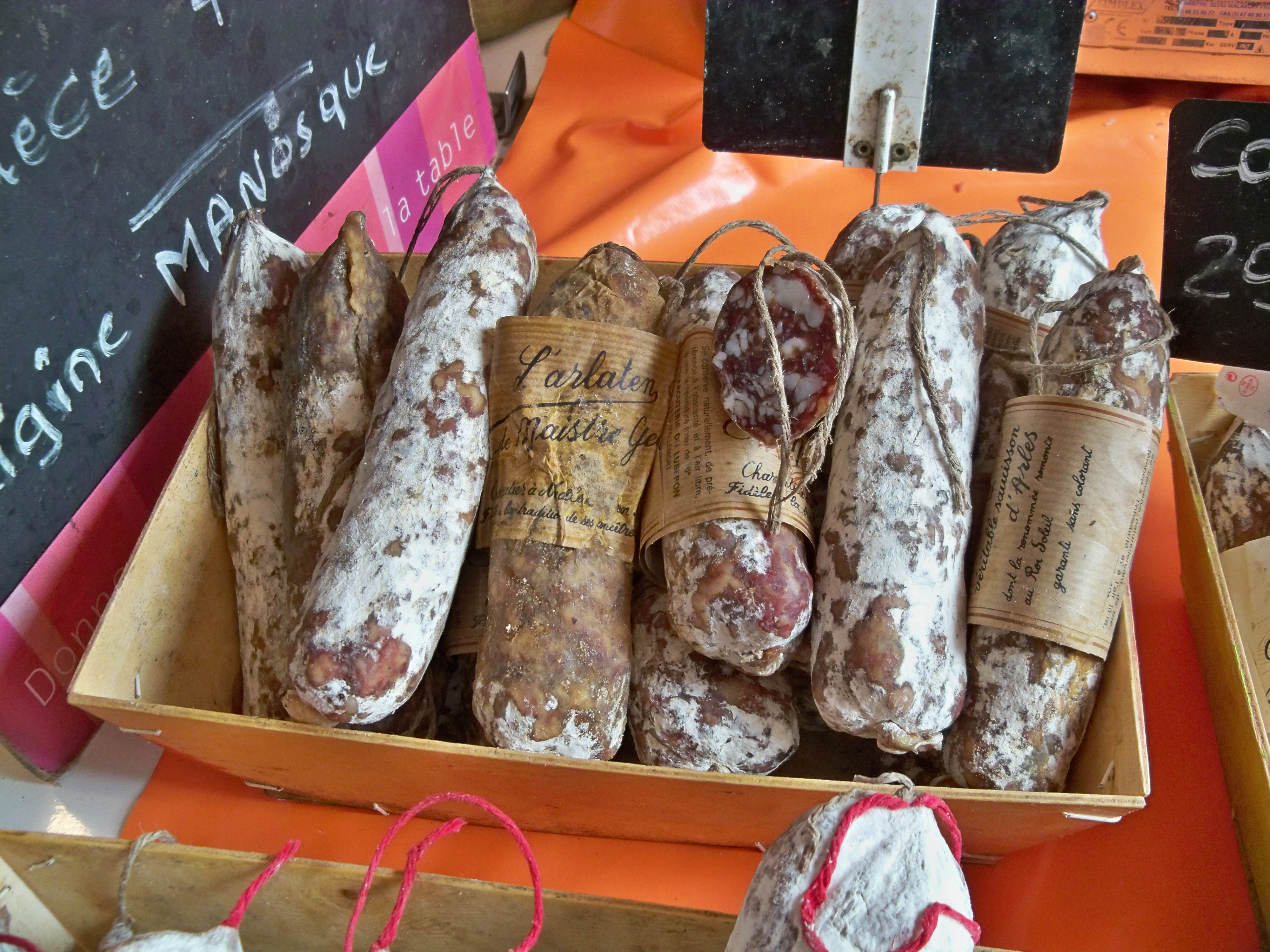
Saucisson d'Arles.

Caillette, cuisinée dans le Comtat Venaissin et le Var.
- Andouillette à la provençale
- Tripes à la provençale

### Alpes-de-Haute-Provence
- Secca d'Entrevaux
- Moutounesse

### Alpes-Maritimes
- Porchetta
- Trulle

### Bouches-du-Rhône
- Saucisson d'Arles

### Var
- Caillettes de Flayosc, composées de foie de porc, de ris de veau, d'ail et de persil. La légende veut que les autochtones ayant voulu lapider un évangélisateur, leurs pierres se changèrent en caillettes. Depuis, tout le village rend grâces à saint Sébastien de Flayosc[5].

### Vaucluse
- Caillettes aux herbes du Comtat Venaissin. Les blettes ou les épinards sont relevés de thym et de sauge. Elles sont cuites au four dans un tian[6].

## Rhône-Alpes
- Caillette, spécialité culinaire de l'Ardèche et de la Drôme.

### Ain
- Diot (saucisse à cuire)

### Ardèche
- caillette, composée de viande de porc grasse et maigre, de blettes ou d'épinards qui peuvent être remplacés par des salades (scarole ou frisée), les aromates (sel, ail, poivre, épices). Ces ingrédients hachés, la caillette est moulée manuellement (la taille est donc variable) et recouverte de crépine (fine peau ventrale recouvrant les intestins du porc)[7].
- Maouche, à l'aspect de petit ballon. Elle pèse entre deux et trois kilos. Sur la montagne ardéchoise, la panse du cochon est farcie avec du chou vert frisé et des pruneaux, alors qu'en Ardèche méridionale, on préfère les feuilles de blettes ou d'épinard et on l'appelle pouytrolle. La panse farcie est ensuite plongée dans l'eau bouillante et cuite plusieurs heures. Elle est ensuite dorée au four.

### Drôme
- caillettes. Elles se mangent accompagnées de purée ou de pommes de terre cuites sous la cendre. Elles se dégustent aussi froides avec d'autres charcuteries ou en entrée, accompagnées d'une salade[8].

### Isère
- Murson de La Mure
- Ganèfles
- Farcis
- Tourte à la viande du plateau mateysin

### Rhône
- Andouillette lyonnaise
- Grattons lyonnais
- Jésus
- Rosette de Lyon
- Saucisson de Lyon
- Tablier de sapeur

### Savoie
- Diot (saucisse à cuire)
- Jambon fumé de Savoie
- Différents saucissons agrémentés de fromage, de myrtilles ou de noix
- Saucisse au chou

### Haute-Savoie
- Longeole
- Pormonaise